# Campionati del mondo di atletica leggera indoor 1995 - Getto del peso maschile
La gara di getto del peso maschile si è tenuta il 10 marzo 1995 presso lo stadio Palau Sant Jordi di Barcellona.

## La gara

### Finale
| Record mondiale       | Randy Barnes   | 22,66 m | Los Angeles       | 20 gennaio 1989 |
| Record dei Campionati | Ulf Timmermann | 22,24 m | Indianapolis      | 7 marzo 1987    |
| Capolista stagionale  | C.J. Hunter    | 21,22 m | Air Force Academy | 5 febbraio 1995 |

Venerdì 10 marzo 1995, ore 18:45.
| Pos     | Atleta             | Nazionalità | 1ª prova | 2ª prova | 3ª prova | 4ª prova | 5ª prova | 6ª prova | Risultato |
| ------- | ------------------ | ----------- | -------- | -------- | -------- | -------- | -------- | -------- | --------- |
| Oro     | Mika Halvari       | Finlandia   | 19,02 m  | 20,74 m  | 20,11 m  | 19,75 m  | 20,33 m  | 20,13    | 20,74 m   |
| Argento | Cottrell J. Hunter | Stati Uniti | 19,72 m  | 20,58 m  | 20,03 m  | 20,30 m  | x        | 20,31 m  | 20,58 m   |
| Bronzo  | Dragan Perić       | Jugoslavia  | 19,24 m  | 19,68 m  | x        | 20,35 m  | x        | 20,36 m  | 20,36 m   |
| 4       | Manuel Martínez    | Spagna      | 19,17 m  | x        | 19,97 m  | 19,19 m  | 19,37 m  | 19,85 m  | 19,97 m   |
| 5       | Yuriy Bilonoh      | Ucraina     | 19,09 m  | 19,19 m  | 19,27 m  | 19,74 m  | 19,47 m  | 19,53 m  | 19,74 m   |
| 6       | Pétur Gudmundsson  | Islanda     | 19,67 m  | x        | -        | -        | -        | -        | 19,67 m   |
| 7       | Paolo Dal Soglio   | Italia      | 18,63 m  | x        | 19,26 m  | x        | x        | 19,44 m  | 19,44 m   |
| 8       | Oliver Dück        | Germania    | 17,95 m  | 18,66 m  | 19,24 m  | x        | x        | x        | 19,24 m   |
| 9       | Thorsten Herbrand  | Germania    | 19,08 m  | 18,84 m  | 18,37 m  |          |          |          | 19,08 m   |
| 10      | Corrado Fantini    | Italia      | 18,74 m  | x        | x        |          |          |          | 18,74 m   |
| 11      | Roar Hoff          | Norvegia    | 17,81 m  | 18,64 m  | 18,45 m  |          |          |          | 18,64 m   |
| 12      | Kevin Toth         | Stati Uniti | 18,61 m  | x        | x        |          |          |          | 18,61 m   |
| 13      | Saulius Kleiza     | Lituania    | 18,41 m  | x        | -        |          |          |          | 18,41 m   |
| 14      | Yevgeniy Palchikov | Russia      | 18,15 m  | x        | 18,33 m  |          |          |          | 18,33 m   |
| 15      | Carel Le Roux      | Sudafrica   | 17,84 m  | x        | 18,24 m  |          |          |          | 18,24 m   |
| 16      | Sergey Rubtsov     | Kazakistan  | 18,08 m  | x        | 17,01 m  |          |          |          | 18,08 m   |

### Classifica
Venerdì 10 marzo 1995
| Pos.    | Atleta             | Età | Nazione     | Misura  | Note                          |
| ------- | ------------------ | --- | ----------- | ------- | ----------------------------- |
| Oro     | Mika Halvari       | 25  | Finlandia   | 20,74 m |                               |
| Argento | Cottrell J. Hunter | 26  | Stati Uniti | 20,58 m |                               |
| Bronzo  | Dragan Perić       | 30  | Jugoslavia  | 20,36 m |                               |
| 4       | Manuel Martínez    | 20  | Spagna      | 19,97 m | Record nazionale              |
| 5       | Yuriy Bilonoh      | 21  | Ucraina     | 19,74 m | Miglior prestazione personale |
| 6       | Pétur Gudmundsson  | 33  | Islanda     | 19,67 m |                               |
| 7       | Paolo Dal Soglio   | 24  | Italia      | 19,44 m |                               |
| 8       | Oliver Dück        | 28  | Germania    | 19,24 m | Miglior prestazione personale |
| 9       | Thorsten Herbrand  | 24  | Germania    | 19,08 m |                               |
| 10      | Corrado Fantini    | 28  | Italia      | 18,74 m |                               |
| 11      | Roar Hoff          | 29  | Norvegia    | 18,64 m |                               |
| 12      | Kevin Toth         | 27  | Stati Uniti | 18,61 m |                               |
| 13      | Saulius Kleiza     | 30  | Lituania    | 18,41 m |                               |
| 14      | Yevgeniy Palchikov | 26  | Russia      | 18,33 m |                               |
| 15      | Carel Le Roux      | 22  | Sudafrica   | 18,24 m |                               |
| 16      | Sergey Rubtsov     | 30  | Kazakistan  | 18,08 m |                               |